# Zarhopalus perses
Zarhopalus perses är en stekelart som beskrevs av John S. Noyes 2000. Zarhopalus perses ingår i släktet Zarhopalus och familjen sköldlussteklar.
Artens utbredningsområde är Costa Rica. Inga underarter finns listade i Catalogue of Life.